# Whangaparaoa

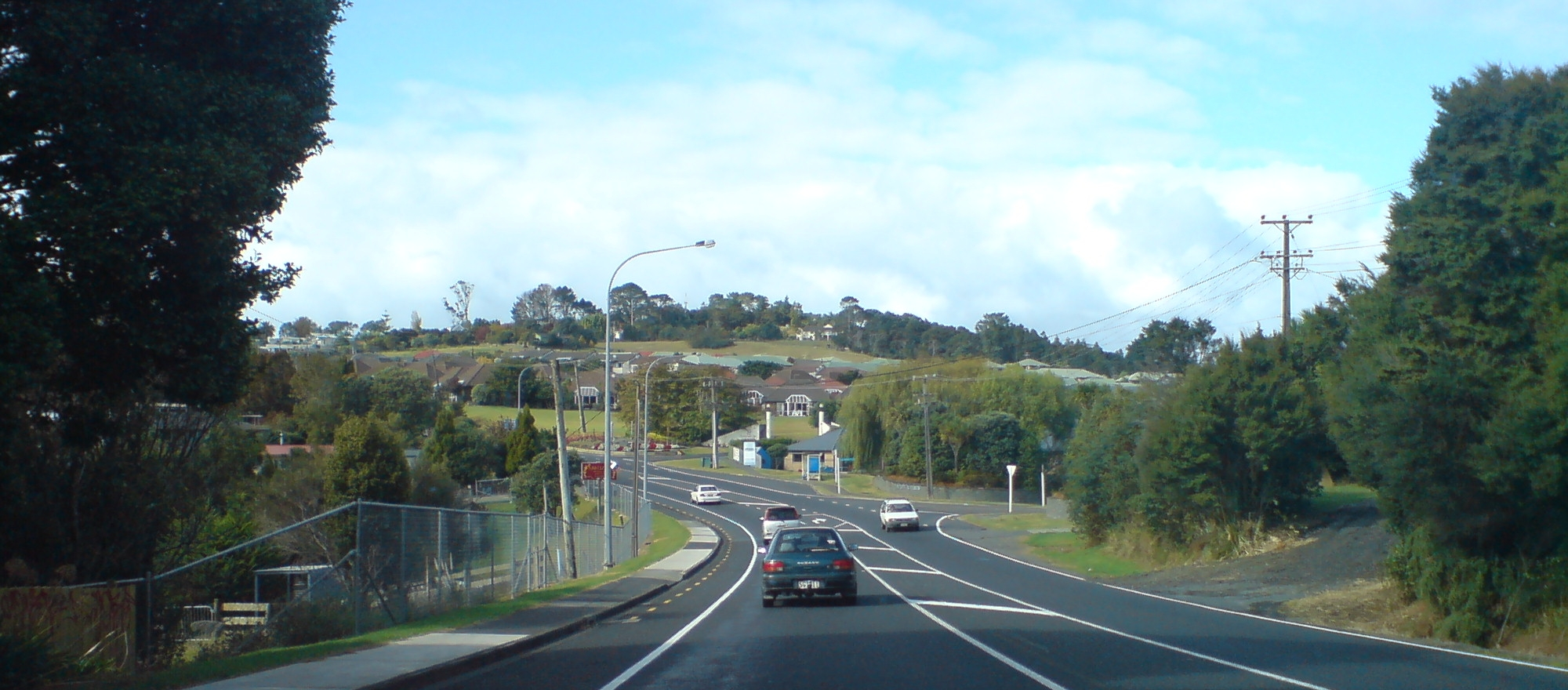
Péninsule Whangaparaoa, l'avenue principale, en 2010.

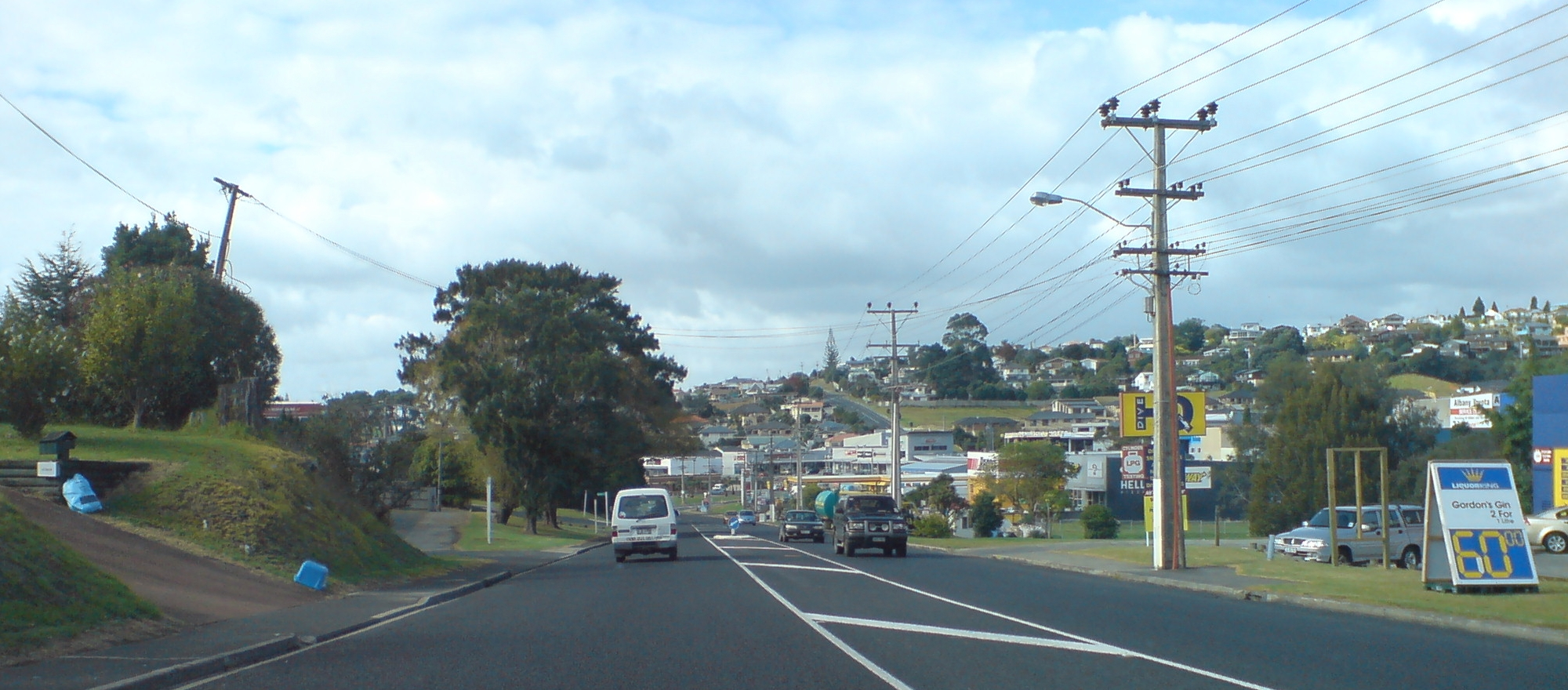
Au cours des décades récentes, la péninsule a été lourdement urbanisée.

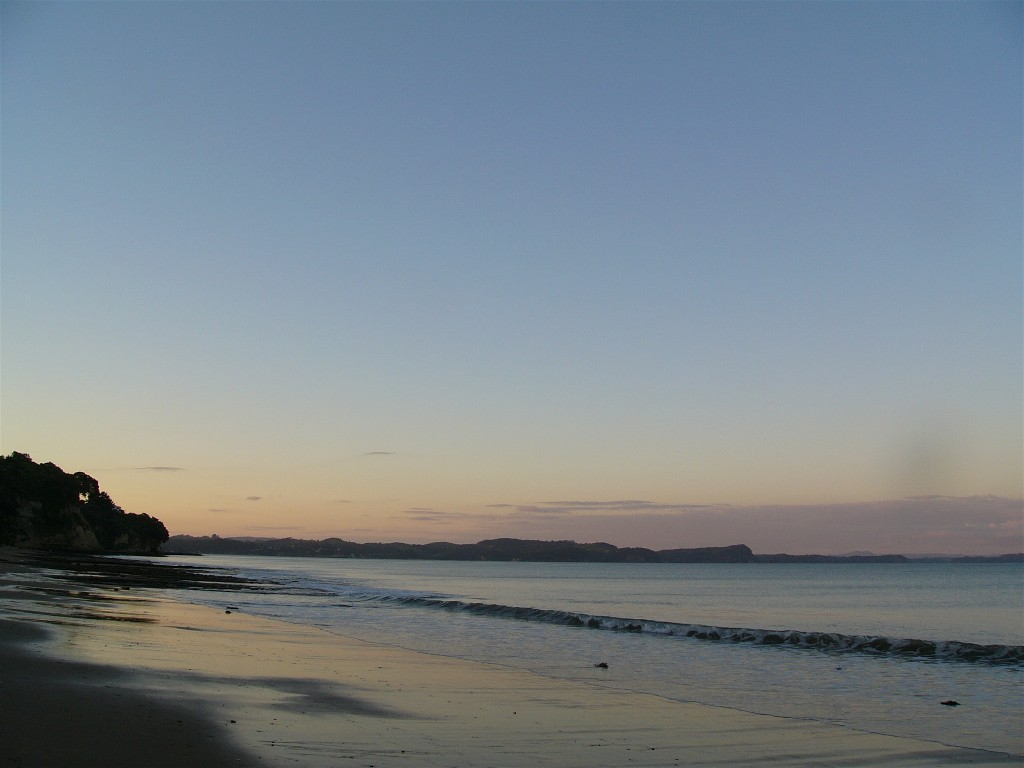
Crépuscule sur la baie Stanmore.

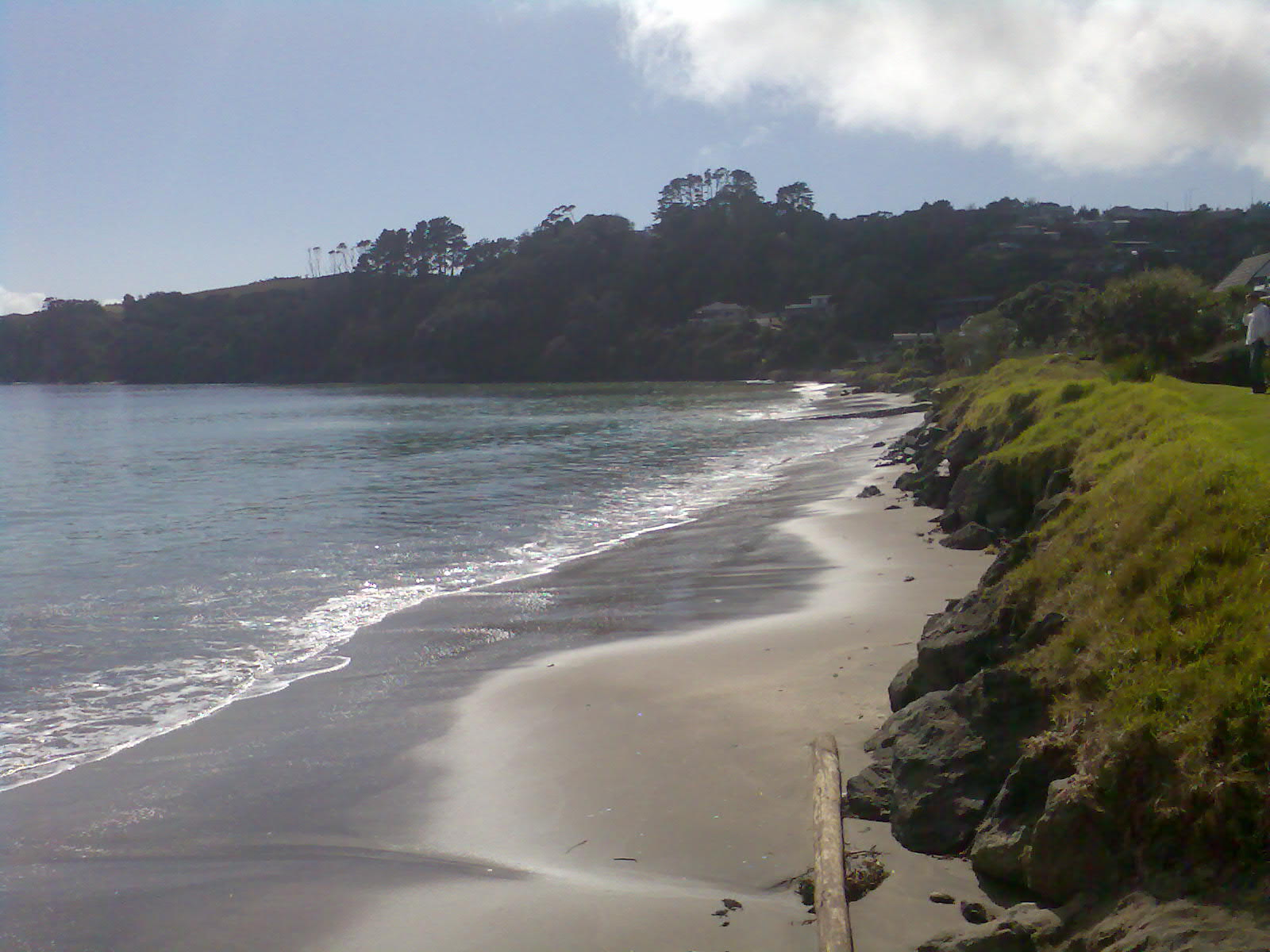
Plage de Tindalls Beach à la fin de l’hiver.

Whangaparaoa est à la fois une péninsule et une division administrative du district de Rodney, dans la région d'Auckland dans l’Île du Nord de la Nouvelle-Zélande.

## Situation
La péninsule de Whangaparaoa est une zone suburbaine située à environ 25 km au nord d’Auckland. C’est une partie de la côte des Hibiscus.

## Toponymie
Whangaparāoa en langage maori signifie Baie des Baleines (Bay of Whales), (Whangaparaoa transcrit du terme maori signifie : whanga, la baie et paraoa, la baleine), car des groupes d'orques et de dauphins sont régulièrement aperçus dans les eaux au large de la péninsule.

## Population
Elle comptait 30 672 résidents lors du recensement de 2013
, dont de nombreux habitants dans la ville éponyme Whangaparāoa située sur la côte sud de la péninsule.
La zone est très peuplée du fait de la présence des aucklandais retraités et des résidents du week-end, qui peuvent atteindre plusieurs milliers de personnes en période de vacances.
Jusqu’à une date relativement récente, c’était une zone rurale avec un habitat dispersé. Elle est maintenant peuplée par une importante communauté de retraités ainsi que par des familles et des jeunes couples, la ville se situant à 25 kilomètres au sud.
La banlieue de Gulf Harbour est à quatre kilomètres de la pointe de la péninsule, et c’est le siège du Gulf Harbour Country Club.
C’est une des dernières banlieues à se développer et dont la population augmente rapidement 
.

## Accès
À partir d’Auckland, l’Autoroute Auckland Northern (qui est en fait une partie de la route State Highway 1/S H One), fut prolongée vers la localité d’Orewa à la fin des années 1990, réduisant le temps de trajet vers la ville et en faisant un des lieux les plus populaires pour les banlieusards.
Une route projetée (non encore construite en 2020), dite Penlink road (en), (comprenant un pont sur le fleuve Weiti à partir de la baie de Stanmore proche de Stillwater) pourrait fournir une route encore plus rapide entre la péninsule et le centre d’Auckland.

## Géographie
La péninsule s’étale vers l’est sur onze kilomètres au sein du golfe de Hauraki, vers le nord de l’East Coast Bays. L’île de Tiritiri Matangi est à trois kilomètres de la pointe est. 
La ville de Whangaparāoa est sur la berge sud-ouest et est considérée comme le point de départ de la Hibiscus Coast.
Les communes limitrophes comprennent Red Beach, Stanmore Bay, Manly, Tindalls Bay, Army Bay, Gulf Harbour, Matakatia, et Arkles Bay.
À l’extrémité de la péninsule se trouve le Parc régional Shakespear (en).
La force de Défense de Nouvelle-Zélande possède une partie de cette zone. La base a été utilisée comme camp de relogement pour les réfugiés, notamment en 2001 où 130 réfugiés y ont vécu. En 2020, il est utilisé comme zone de quarantaine pour accueillir les néo-zélandais de retour de Wuhan (en Chine) durant la pandémie de Covid-19.
Au cours des vingt dernières années, une ville s’est développée sur les terres surélevées au-dessus de Stanmore Bay et à l’intersection projetée de Penlink, comprenant un centre commercial, un cinéma, un bowling, une bibliothèque et une maison de services. 
Alors que la zone était auparavant relativement isolée, les installations commerciales, avec deux supermarchés, ont rendu la vie dans l’extrémité de la péninsule plus pratique, d'autant que le centre de la ville se trouve maintenant à environ 45 minutes de voiture, en-dehors des heures de pointe.

## Association de football
La péninsule abrite le club de football Hibiscus Coast AFC (en), qui participe aux compétitions de la NRFL Division 2 (en).

## Transports
La Côte des Hibiscus est desservie par le Auckland Transport avec des bus routiers, qui fonctionnent sous le contrôle de AT Metro pour des destinations comprenant la gare d'Hibiscus Station et Auckland.
Les ferries sont mis en œuvre par la société 360 Discovery et circulent entre la ville de Gulf Harbour et le centre d’Auckland dans la journée et vers Matangi.

## Éducation
Le collège de Whangaparaoa (en) est le principal collège du secteur.
Il fut formé à partir de l’école Hibiscus Coast Intermediate School en 2005, et au début accueillait les enfants allant de l’année 7 à 13 jusqu’en 2009.
Autres écoles:
- Wentworth College and Primary[9]( Gulf Harbour)
- École primaire de Whangaparāoa
- École primaire de Stanmore Bay
- École primaire de Gulf Harbour
- École primaire de Red Beach
- Collège d'Orewa
- École de KingsWay